# 哥吉拉vs機械哥吉拉
《哥吉拉vs機械哥吉拉》（日語：ゴジラvsメカゴジラ）是一部1993年上映的日本怪獸電影，該片由大河原孝夫執導，川北紘一擔任特攝、東寶發行，並由旗下的東寶影業製作，是哥吉拉系列電影第20部電影及平成系列的第五部作品。主演陣容包括高嶋政宏、佐野量子、小高惠美、原田大二郎、佐原健二、川津祐介等人。故事以虛構的怪物角色哥吉拉、哥吉拉寶寶和機械哥吉拉為主角。
該電影於1993年12月11日在日本上映，獲得了評論家的普遍好評。觀眾人數為380萬人。分配收入為18.7億日圓而取得商業上的成功，到1994年，票房、圖書銷售和商品銷售總計產生了1.94億美元。本片在台灣戲院上映時因《侏儸紀公園》熱潮而取名為《暴龍誕生》，2004年新生代多媒體重新發行DVD時，將片名譯為《哥吉拉決戰鐵甲哥吉拉》。

## 概要
本作為平成哥斯拉系列的第五部作品，由於1994年標誌著《哥吉拉》系列首部作品公開40周年，本作被冠予「哥斯拉誕生40周年紀念作品」的名稱。除了首次引入對抗哥吉拉的組織「G-Force」之外。包括機械哥斯拉在內的一系列超級武器，也被描繪為人類開發的對抗哥吉拉的武器。特技指導川北紘一表示，「G-Force」的設定使得類似昭和時期東寶特攝的超級武器得以登場。在開頭部分，展示了在《哥斯拉vs王者基多拉》中被哥斯拉打敗的機械王者基多拉的殘骸，強調了故事的連貫性。
另一方面，儘管描繪了人類和哥斯拉的戰鬥，但哥斯拉並未被塑造為反派，而是以自然的象徵形式呈現。在這部作品中，哥斯拉首次展現了明確的情感表達，例如為了保護同伴而受傷，並通過與唯一的同族—哥斯拉寶寶的關係，雖然被設定為反派，但最終成為觀眾能夠共情的存在。
在美國發行的版本中，電影標題為《哥吉拉vs機械哥吉拉II》（Godzilla vs. Mechagodzilla II）。

## 劇情概要
《哥吉拉vs摩斯拉》的事件發生後，為了應對日益嚴峻的哥斯拉威脅，聯合國於1992年成立了聯合國哥吉拉對策中心（U.N.G.C.C：United Nations Godzilla Countermeasure Center）和對抗哥吉拉的特種部隊「G-Force」，將其基地設在筑波市。哥吉拉對策中心在投入新兵器「翔鷹號」的建造後，成功地從海底提取出機械基多拉的殘骸，並利用23世紀的技術進行分析，結合過去對抗哥吉拉的武器技術，最終完成了一個極為強大的對抗哥斯拉的戰鬥機器——「機械哥吉拉」。
與此同時，在白令海的阿德諾亞島上發現了翼龍的化石，國立生命科學研究所的古生物學家大前裕史率領的調查隊立即前往當地。他們不僅發現了翼龍的巢穴，還發現裡面有一顆已經破碎的卵殼碎片，以及另一顆完整且未孵化的卵。調查隊將未孵化的卵帶上直升機進行分析，然而，受到核能突變的巨大翼龍拉頓突然出現並襲擊了調查隊。就在這關鍵時刻，哥吉拉也從海中浮現，與拉頓展開了激烈的戰鬥。調查員們奮力逃離島嶼，最終成功將卵帶回了位於京都的國立生命科學研究所。
成為G-Force隊員、同時也是翼龍狂熱者的青木一馬拜訪了國立生命科學研究所，卻被正在觀察卵的研究員五條梓趕了出去。在這次事件中，梓感應到從實驗室帶回的卵上散發的奇異波動。通過精神開發中心的調查，結果顯示這種波動，類似植物發出的音樂般的心靈感應波。當這種再現的旋律在國立生命科學研究所播放時，卻意外促使在卵中的生物破殼孵化。然而，孵化出來的並不是翼龍，而是哥吉拉的幼獸。

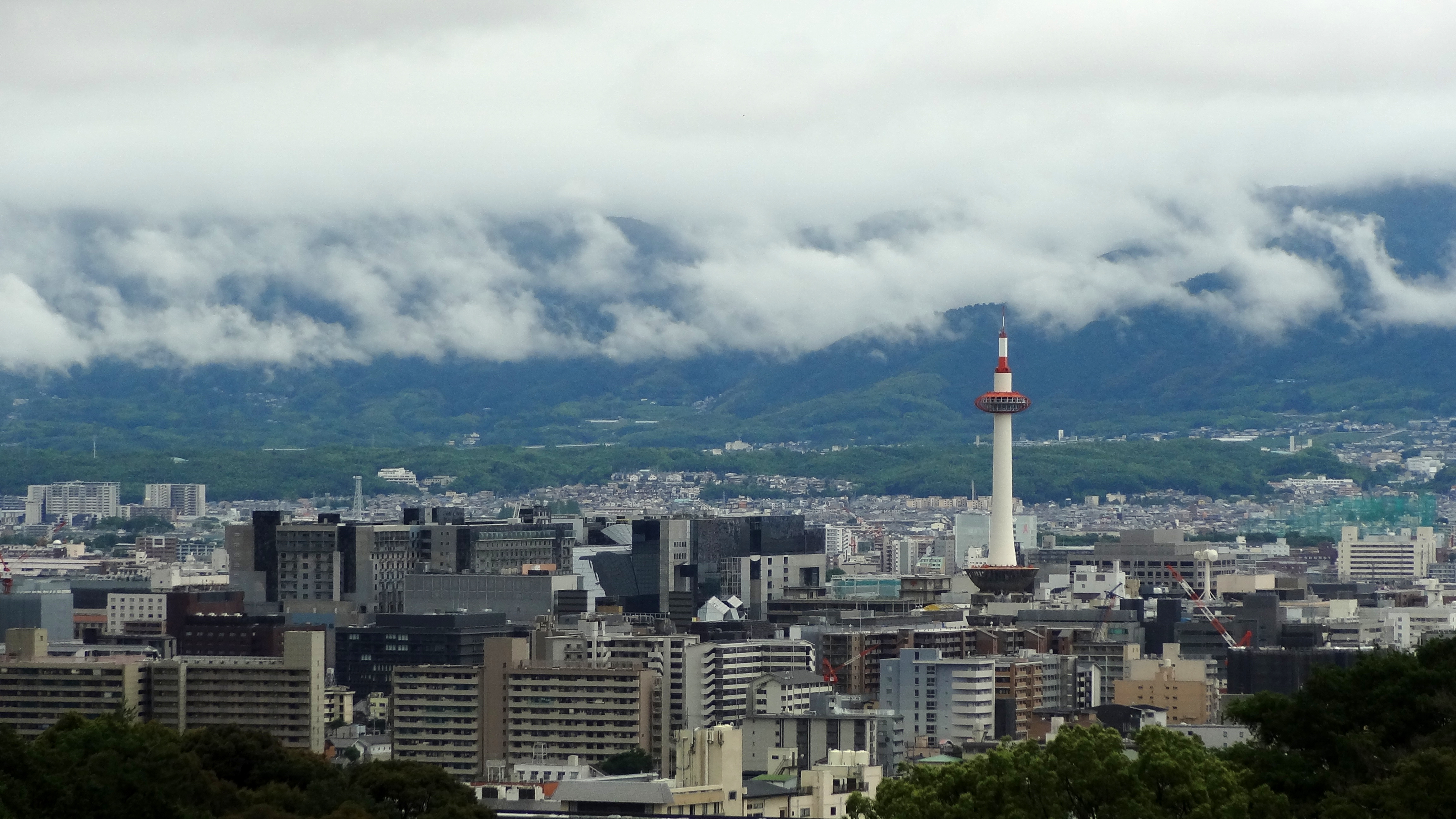
京都市為本部作品前半戰的關鍵場景。

就在此刻，為了尋找同族的哥吉拉寶寶，哥吉拉登陸到四日市市。G-Force下達機械哥斯拉出擊的迎戰命令，兩者在鈴鹿山脈展開了激烈的對決。在機械哥斯拉的猛烈攻擊下，哥斯拉被壓倒性地迫近失敗邊緣，然而，由於反向流失能量影響到機械哥斯拉的引擎室，導致機體出現故障而停擺，形勢逆轉。哥斯拉突破機械哥斯拉和G-Force的防線，直接進攻國立生命科學研究所，但由於寶寶被轉移到地下的細胞保存室而未被感應到，最終放棄攻擊並離開前往大阪灣。
G-Force隨後對寶寶進行研究，發現在哥吉拉的腰部存在第二個大腦，於是提出了可以通過摧毀這一部分來擊敗哥吉拉的「G Crusher計劃」。不顧梓等人的反對，察覺到哥吉拉似乎是為了帶回寶寶而來的G-Force，決定利用哥斯拉寶寶策劃引誘哥吉拉的作戰方案，組織的超能力者三枝未希被奉命成為機甲哥吉拉的駕駛員，然而未希卻因在過去與哥吉拉精神聯繫的經歷而不願搭乘，但最終仍承擔此次任務，寶寶在梓的陪同下，被運送在一個空運集裝箱中。然而在進行航空運輸途中、裝載寶寶的貨櫃卻被進化過後的拉頓半途攔截，並被帶往千葉縣幕張，修理結束的機械哥吉拉再次出擊，與進行了火力強化的翔鷹號一同打倒了拉頓，但是哥吉拉也隨後現身，兩者再次在幕張展開激烈的戰鬥。
機械哥斯拉與翔鷹號合體成為超級機械哥斯拉，使用「G Crusher」摧毀了哥斯拉的第二腦。哥吉拉因此失去力量，但由於拉頓注入生命能量，使得哥吉拉的第二腦再次復活。並使用高能量螺旋形度原子射線摧毀了超級機械哥吉拉。
哥吉拉找到了哥吉拉寶寶，寶寶最初對其感到害怕。但在未希透過心靈感應與寶寶交流後，並說服它與哥吉拉同行。故事最終以眾人目睹兩個怪獸一起前往大海而告終。

## 登場怪獸
- 哥吉拉
- 機械哥吉拉
- 拉頓
- 哥吉拉二世(哥吉拉寶寶)

## 登場角色
青木一馬（あおき かずま）
飾演者：高嶋政宏
本作品的主角，國際聯合G對策中心的機器人技師，28歲。曾參與被擱置的對機器1號機「翔鷹號」的開發。由於對翔鷹號的情感深厚，因而成為了機器人的管理者。後來接到任命加入G-Force，以准尉身份擔任機械哥斯拉的維護人員接受培訓。然而在哥吉拉出現時，他未經允許前往京都的國立生命科學研究所，被視為違反任務並被貶為停車場管理員。雖然軟弱，平時看似不認真且隨和，但作為技師，他的技術和創意都是真材實料的。提出將翔鷹號與機械哥斯拉合體的想法，使他重新回到機器人部門。
當得知梓和哥吉拉寶寶被拉頓捉住時，他不顧正規駕駛員約翰遜的反對挺身而出，親自操縱翔鷹號出擊，展現了勇敢的一面。他是無齒翼龍屬的愛好者，甚至在履歷中寫下了這個愛好，並將其用於自製的飛行機械的設計。他的履歷中還提到他曾參與開發SUPER X2的工作。座駕是一輛諾瑪德吉普。他擅長英語，甚至在向阿西莫夫博士提出機械哥斯拉和翔鷹號合體的建議時，也使用英語進行交流。
導演大河原孝夫認為在哥斯拉電影中，優等生的「二枚目」形象不太合適，因此將一馬的形象設計成更容易引起觀眾共鳴的「2.5枚目」。製片富山省吾和編劇三村渉等人原本預期他會成為類似於《不負責任系列》中登場的植木等喜劇角色，但大河原則反對這一點，選擇以自然而然的普通人形象呈現。飾演一馬的高嶋表示，將一馬從前半段的輕鬆角色轉變為後半段的戰士是一個很困難的挑戰。
五條梓（ごじょう あずさ）
飾演者：佐野量子
本作品的女主角，國立生命科學研究所的研究員，也是大前的助手，25歲。他被從阿德諾亞島帶回的卵中孵化出來的哥吉拉寶寶視為母親，起初對一馬的請求不予理會，甚至趕走了他，因為他擅自進入了研究所。儘管有時候顯得不太靈活，但對寶寶的態度卻像母親一樣親切的照顧，當寶寶被國際連合G對策中心收養時，她以看護員的身份隨同前往，並在引誘哥斯拉的行動中，與嬰兒一同躲在集裝箱中保護，展現了母性和堅強的一面。
梓的形象被要求加入典型女主角的元素，三村表示這是為了意識到傳統的哥斯拉電影中缺乏的母性角色。由於通常穿白大褂，因此她的服裝變得簡單，只需更換外套即可出門。
三枝未希
飾演者：小高惠美
在經歷前作的故事後，未希現在是國際連合G對策中心所屬的超能力者，21歲，他透過超能力得知一馬等人帶回的卵所孵化的生物是哥吉拉。並在與寶寶相遇後改變了自己一直以來對哥吉拉的看法，和哥吉拉和寶寶產生強烈的共鳴，由於G-Force的請求，他後來被指定搭乘機械哥吉拉，透過使用超能力在哥斯拉的第二個大腦位置進行特定任務。在結尾部分，她向寶寶發送超能力，喚醒寶寶的野性並將其送回哥吉拉的身邊，展現了比以往更多的表現機會。
雖然最初未規劃未希搭乘機械哥斯拉的設定，但由於這部作品有可能是平成系列的最終作，因此對未希的角色進行最大程度的調整以充分發揮其存在。此外，三村表示未希的掙扎是本作的主題之一。電影中有一場未希與寶寶面對面時頭髮被弄亂的場景，但在正片中被刪除。導致未希和寶寶的互動被大幅刪減。
在過去的作品中，未希經常穿著粉彩系的服裝，但在本作中為了突顯他的成長及作為一名成熟女性的形象，服裝更偏向單色調。曾有考慮將她的髮型剪成短髮，但由於上述寶寶弄亂頭髮的場景以及結尾時飄動的頭髮，最終延續到了下一部作品。
佐佐木拓也（ささき たくや）
飾演者：原田大二郎
G-Force的隊長兼機械哥吉拉的指揮官，階級為大尉，38歲。他非常嚴格，將新加入的一馬稱為「恐龍小子」，毫不留情地進行魔鬼訓練，是一位真正的嚴格隊長，但同時也有一面玩笑的一面，比如把任命書折成紙飛機扔給人。
他只在本作中登場，但在《哥吉拉vs戴斯特洛伊亞》之前，他在《可樂可樂漫畫》的連載中登場過。與黑木特佐是舊識。
曽根崎淳（そねざき じゅん）
飾演者：宮川一朗太
G-Force隸屬的機械哥吉拉射手。階級是少尉，25歲。 他具有極度認真的性格，如同上級佐佐木一樣，嚴格訓練一馬。在未使用的影像中，他在將一馬引導到他的私人房間時，展示了一項神技，投擲圖釘擊落了室內飛行的蒼蠅。宮川一朗太和大河原在討論角色時，計劃描繪他作為一名優秀的射手，並偶爾展現人性，但結果這些部分在最終版本中被省略。劇本中他對凱瑟琳抱有戀愛感情，但在完成作品中沒有深入探討。
凱瑟琳·伯格（キャサリン・バーガー）
飾演者：雪萊·史維利
G-Force隸屬的機械哥斯拉副操縦手兼操作員。階級是少尉，24歲。美國人。出身美國海軍陸戰隊，空手武術技巧相當高強。
約翰尼·歐文（ジョニー・オーエン）
飾演者：強尼·阿徹
G-Force隸屬的機械哥斯拉維護輔助人員。階級是少尉。英國人，代替請假的一馬參與了鈴鹿的戰鬥。
桂木邦雄（かつらぎ くにお）
飾演者：拉沙爾石井
日俄併合油田公司的調查員，38歲。在阿德諾亞島的油田調查中發現了翼龍的化石和哥吉拉寶寶的卵，並請求國立生命科學研究所進行調查並提供引導。他是劇中首次呼喚哥吉拉名字的人，演員拉沙爾石井因為是哥斯拉的粉絲而對此次出演感到興奮，甚至前一晚都難以入眠。
伊凡諾維奇（イワノビッチ）
飾演者：維塔利·伊薩耶夫
來自俄羅斯的石油調查員。與桂木一同隨阿德諾亞島調查隊行動，並擔任導遊。
萊奧·阿西莫夫（レオ・アシモフ）
飾演者：萊奧·門格蒂
機械哥吉拉開發團隊的總負責人，机器人学博士，53歲。美國人，是世界各地機器人學領域的權威，從分析到設計到開發都負責指揮。在機械哥吉拉出動時親自前往戰鬥指揮室並發布指令。在故事的後半部分，他在在停車場同意一馬的機器哥吉拉和翔鷹號合體的提案。
他的名字是以提出机器人三定律的科幻作家以撒·艾西莫夫為名的，設定他戴眼鏡是為了在船塢內表現出火花的特技效果，是特技導演川北提出的。
片桐友裡（かたぎり ゆり）
飾演者：中山忍
國際聯合國防對策中心的機器人技師，22歲。代替前往G-Force的一馬，被派遣到翔鷹號的製作組成為新手的女成員。一馬重新成為機器人技師後，她作為助手參與了翔鷹號的改造計畫。
今井博司（いまい ひろし）
飾演者：武野功雄
國際聯合國防對策中心的機器人技師。準尉，31歲。是青木一馬的前輩，他將G-Force的調令交給了他。但在一個月後，由於一馬的任務放棄事件導致調動，他作為補充人員自己前往G-Force，成為機器哥吉拉的維護人員。
瀬川隆之（せがわ たかゆき）
飾演者：佐原健二
國際聯合國防對策中心主管，60歲。在緊急情況下，他會親自前往G-Force的戰鬥指揮室。基本上是一個有正直人格的人，但即使被梓反對利用寶寶的誘騙行動，也以長官身份做出了為了解放世界免受哥吉拉威脅的嚴厲判斷。
飾演者佐原表示，他很高興能扮演類似田崎潤等人曾擔任的角色，但另一方面，由於角色動作較少，這是一個相當困難的角色。
兵藤嚴（ひょうどう いわお）
飾演者：上田耕一
G-Force武器開發部門主任。軍階為中校。在開頭，他與阿西莫夫一起對從海底上升的機械基多拉進行分析，而在機械哥吉拉出動時親自宣佈指示。 此外，透過對寶寶身體的分析調查，他揭示了哥吉拉的弱點。在下一部作品《哥吉拉vs太空哥吉拉》中，他被提升為副司令官。
細野（ほその）
飾演者：高島忠夫
精神發展中心主任。58歲。是未希成長的培訓所的上司，也是她最親密的存在。他熱情地迎接了長時間未見的未希，並對同行的一馬評論說：「看起來不太可靠呢」。
麻生孝昭（あそう たかあき）
飾演者：中尾彬
G-Force司令官。軍階為大佐。45歲。他對於擊敗哥吉拉充滿熱情。在追逐哥吉拉的過程中，他幾乎成功地逼迫哥吉拉，但最終由於與拉頓合體而復活的哥吉拉猛烈反擊，形勢逆轉，機械哥吉拉與加魯達一同被完美摧毀，讓他感到非常沮喪。他自本作品開始，一直到《哥吉拉vs戴斯特洛伊亞》中持續登場。
大前裕史（おおまえ ひろし）
飾演者：川津祐介
國立生命科學研究所的古生物學博士。50歲。他將在阿德諾亞島發現的哥吉拉扎烏魯斯的蛋帶回研究所。他發現寶寶有第二顆大腦，對哥吉拉對策做出了巨大貢獻。儘管個性溫和，但在梓被拉頓捉住的情況下，他也是一個責任感強的人，同儕救援隊前往戰場。

## 演員
- 青木一馬：高嶋政宏
- 五條梓：佐野量子（日语：佐野量子）
- 三枝未希：小高惠美
- 佐佐木拓也：原田大二郎（日语：原田大二郎）
- 曾根崎淳：宮川一朗太（日语：宮川一朗太）
- 桂木邦雄：拉沙爾石井
- 片桐友裡：中山忍
- 今井博司：武野功雄（日语：武野功雄）
- 凱瑟琳·伯格：雪萊·史維利（日语：シェリー・スゥエニー）
- 萊奧·阿西莫夫：萊奧·門格蒂（日语：レオ・メンゲッティ）
- 伊凡諾維奇：維塔利·伊薩耶夫
- 強尼·歐文：強尼·阿切爾
- 安迪·約翰遜：安迪·史密斯
- 湯姆·小澤：藤岡大樹（日语：藤岡大樹）
- 約翰·康納：湯姆·多蘭
- 藤田守：沖隆二郎（日语：沖隆二郎）
- 加藤道也（瀬川長官秘書官）：竹內靖弘
- 加賀隆文：岩永茂
- 大河原隆（G Force特種部隊成員）：高市義行
- 桑尼·斯科特（G-Force成員）：桑尼·伊瑪菲頓
- 中野（G Force特種部隊成員）：大金伸行
- 圓谷英夫（G Force特種部隊成員）：山田公男（日语：山田公男）
- 川北（G Force特種部隊成員）：增島武之
- 坂野芳子（G Force指揮室職員）：高杉繭
- 橋本京香（G Force隊員）：岩下雪
- 大森惠理（G Force隊員）：大木奈菜
- 未希的後輩：今村惠子、大澤沙耶香（日语：大沢さやか）
- 大前博士的助手：櫻井勝（日语：桜井勝）、江連健司（日语：江連健司）
- G Force成員：剛州（日语：剛州）
- G Force指揮室人員：鳥木元博（日语：鳥木元博）、金子孝之
- G Force成員：田渕景也、二木良太、鎌田吉次、大塚寛（日语：大塚寛）、本田景久、山岸大裕、三瓶慶介（日语：三瓶慶介）、永渕隆二、堀口竜哉
- G Force成員（G Force指揮室人員）：高田敏幸、山崎一也
- G Force指揮室成員：岩本祐之、岡田和久
- 麗莎·羅伯茨（G-Force 指揮室人員）：喬安娜·加漢
- 瑪麗莎·羅爾（G-Force成員）：瑪麗莎·比奧韋桑
- G Force主管（領導者）：久邦彦（日语：ヒサクニヒコ）、児玉頼信（日语：児玉頼信）、桝田徳寿（日语：桝田徳寿）
- 米卡（精神開發中心的孩子）：平田實音（日语：平田実音）
- 麗莎（超能力少女）：佐藤佑希（日语：佐藤友紀_(女優)）
- 狂三（精神開發中心的孩子，超能力少女）：増岡優
- 超能力少女孩（心理發展中心的孩子）：中村百合子
- 哥吉拉：薩摩劍八郎
- 機械哥吉拉：福田亘（日语：福田亘）
- 小哥吉拉、機械哥吉拉碼頭工人：破李拳竜（日语：破李拳竜）
- 瀨川隆之：佐原健二
- 兵藤巌：上田耕一（日语：上田耕一）
- 細野：高島忠夫（日语：高島忠夫）（特別出演）
- 麻生孝昭：中尾彬（日语：中尾彬）
- 大前裕史：川津祐介（日语：川津祐介）
- 旁白：小林清志

## 製作人員
- 製作：田中友幸
- 導演：大河原孝夫（日语：大河原孝夫）
- 特技導演：川北紘一
- 脚本：三村渉（日语：三村渉）
- 音楽監督：伊福部昭
- 製作人：富山省吾
- 撮影：関口芳則（日语：関口芳則）
- 照明：望月英樹（日语：望月英樹）
- 美術：酒井賢（日语：酒井賢）
- 録音：宮内一男
- 音響效果：佐佐木英世（東洋音響）
- 剪輯：米田美保
- 助監督：三好邦夫（日语：三好邦夫）
- 製作擔當者 - 前田光治、金澤清美
- 特殊技術：
  - 撮影：江口憲一（日语：江口憲一）、大根田俊光
  - 美術：大澤哲三（日语：大澤哲三）
  - 照明：斉藤薫
- 特殊効果：渡辺忠昭
  - 造型：小林知己（日语：小林知己）、若狭新一（日语：若狭新一）
  - 操演：鈴木豐
  - 助監督：鈴木健二、神谷誠（ノンクレジット）
  - 製作擔當者：小島太郎
- 贊助：日本旅行（日语：日本旅行）、三洋電機、柯尼卡、西友
- 製作協力 - 東寶映像美術（日语：東宝映像美術）、東宝サウンドクリエイティブスタジオ、東宝ミュージック、東宝コスチューム、東京現像所（日语：東京現像所）、東寶工作室（日语：東宝スタジオ）
- 製作 - 東寶映画
- 發行：東寶株式會社

## 宣傳曲
《悲傷的哥吉拉》
歌手：布卡布卡 / 作詞：荒木丰久 / 作曲：都志見隆 / 編曲：鶴由雄（Sony Music Records）

## 製作

### 前期製作

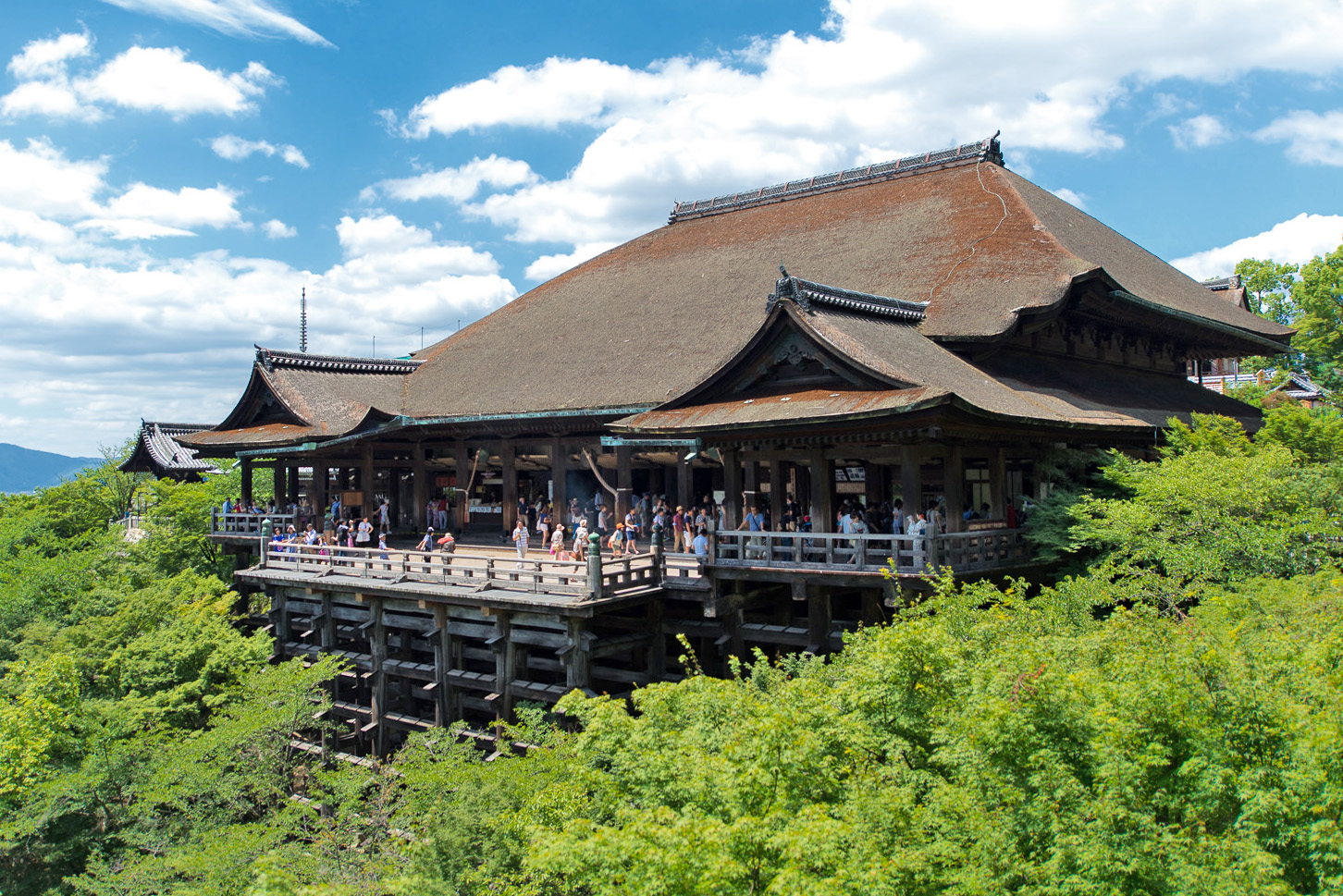
清水寺在本部作品中成為展示京都市民避難的代表場景。

最初，系列的第20部作品原計劃在前作《哥吉拉vs莫斯拉》之後隔一年，即1994年製作。然而，由於前作在東京國際影展等預展示中獲得好評，再加上已經計劃在1993年底上映的《日本武尊》等因素，導致本作的製作提前展開。隨著好萊塢版哥吉拉的製作正式決定，原計劃以本作結束平成哥吉拉系列。但由於好萊塢方的製作延遲，不得不緊急確定隔年的系列新作。東寶製片人富山省吾在公開時的訪談中表示，計劃將下一部作品設定為系列的「最終作品」，並在之後啟動新系列。
關於本作所有登場的怪獸，富山表示，由於系列原計劃要結束，因此選擇了所有受歡迎的怪獸。製片田中友幸透露，最初哥吉拉的對手是金剛，但因環球影業版權等問題被否決。曾有考慮讓機械金剛登場的提案。曾在前作擔任導演的大河原孝夫，由於前作創下歷史性的票房成功，再次被聘為本作的導演。編劇三村渉在前作曾參與製作劇本，雖然沒有採用，但得到了田中的好感。在製作《日本武尊》的備選劇本之後，他負責了本作的創作。
哥吉拉襲擊京都的場景考慮到海外出口，旨在展示外國人也能理解的旅遊名勝。在京都場景中，除了被熱線破壞的京都塔外，其餘都是透過實景合成處理。清水寺的撤離場景最初計劃安排群眾演員，但由於道路問題未能及時趕到一般開放前的時間，不得已向實際的遊客和修學旅行生等解釋情況並請他們合作拍攝。考慮到好萊塢版的製作，川北曾考慮在結尾場景中讓哥吉拉從舊金山的金門大橋下出現。
作為高潮場景的選擇，幕張是因為在東京灣海灣地區中，是唯一沒有受到怪獸攻擊的地方，考慮到當時該地區知名度較低，因此像前作中的橫濱場景一樣，透過空拍來開始全景介紹以使觀眾易於理解。由於需要將空拍設定為日間場景，前後的一些場景也被從劇本中大幅重新組合。雖然曾經有想法讓拉頓破壞東京迪士尼樂園，但最終只是飛越上空。
在劇本的初稿中，存在白堊紀中哥吉拉龍托卵給一隻翼龍的描寫，但因預算原因而被廢棄。
最終，本片於1993年5月24日在京都開始拍攝，藍背景的拍攝在東寶工作室第8舞台進行。由於哥吉拉寶寶的體色是藍色系，因此使用绿幕進行拍攝。由於時間長度的原因，G-Force的訓練以及部隊內的戀愛情節等場景在編輯階段被剪輯。大河原則構思了像電影《七武士》一樣團隊聚集的情節。在拍攝時，由於傳統的攝影照明設備通常重約10公斤，最大也只有50公斤，但在復活的哥吉拉噴火熱線的場景中，使用了重達100公斤的照明設備。 飾演佐佐木的原田大二郎因此被大河原告知「請一直睜開眼睛」因此他一直睜開了眼睛。 然而，第二天早上他醒來時發現自己看不見，而扮演凱瑟琳的雪萊·史維利比原田等人受到的損傷更大，因此為等待史維利的康復後，拍攝中斷了大約一周。

### 選角
本作的主演包括高嶋政宏、佐野量子、原田大二郎、中尾彬等，都是導演大河原推薦的}。大河原表示，在東寶去年派對上，高島就被邀請演出哥吉拉[。據助理導演手塚昌明透露，高嶋在其他演員拍攝時也常在攝影機旁觀察演技[67]。在模擬訓練機械哥吉拉的場景中，高嶋在患有扁桃腺炎的情況下進行拍攝，隔天由於高燒導致拍攝中止。
劇場手冊中介紹了高島忠夫和高嶋政宏父子在本作中首次共演，並附有兩人對此的評論，但實際上，他們在1988年的《悲傷的顏色》中已經合作過。根據大河原的說法，忠夫從政宏那裡聽說了他覺得前作《哥吉拉vs摩斯拉》很有趣，考慮到話題性，決定邀請他出演。政宏表示，最初並沒有意識到是親子共演，但後來由於工作人員的戲謔話題，他感到有些難堪，根據政宏從忠夫那裡聽到的消息，他觀察到觀眾對忠夫之前在哥吉拉系列中的角色更感興奮，而不是因為父子共演[114]。 此外，助理導演手塚證實，忠夫在自己的拍攝時間之外也經常造訪工作室。
由於G-Force的設定是聯合國組織，因此特點之一是大量聘用外國演員。像萊奧·門格蒂和雪萊·史維利這樣的外國演員，也為他們準備了英文劇本，對話中也包含了許多英語。在幕張的群眾演員拍攝中，透過與日本旅遊的合作，有800位哥吉拉遊覽團的參與者參與。

### 特攝
特攝導演川北表示：「在實拍的微型場景中，有一種CG所沒有的味道」，並表示「我們不是在拍恐龍電影，而是要追求最高水平的怪獸電影」，明確意識到與同年上映的《侏羅紀公園》的差異化。雖然在機械哥吉拉的描繪中部分使用了CG，但川北表示，由於不需要生物感，CG的質感非常適合，並因此广泛地使用了计算机生成图像（CGI）。特攝助理導演神谷誠在確定本作品製作之前參與了圓谷製作的特攝電視劇《電光超人古立特》，因此他是在製作過程中加入的，並且沒有被列在製作人員名單上。
特攝組於1993年4月20日開始製作，在東寶工作室的微縮場景拍攝工作從5月開始。拉頓主要是通过手偶和牵线木偶来表现，而不是通过特摄套裝表演。哥斯拉寶寶由破李拳竜扮演，并被设计得比之前的形象更像恐龙。機械哥吉拉經過重新設計後，形狀更加圓滑，其服裝本身由多個獨立的元素組成，套裝演員福田亘在進行著裝時則得像穿著盔甲一樣。
川北最初設想機械哥吉拉能夠分裂成空中和地面部分，儘管這個想法被捨棄，而是選擇讓該角色與飛行戰艦翔鷹號合併[3]。新的哥吉拉特別是在外形上比前作更為龐大，肩膀更小，腿更纖細。 尾巴也被放置得更高，使得外觀非常頭重腳輕。與之前的特攝服一樣，用於《哥吉拉對機械哥吉拉》的這套服裝具有可以獨立於身體傾斜的電子操作頭部。在前作中使用的特攝服，在與拉頓戰鬥中的長鏡頭、在東京的暴走，以及角色在結束字幕時進入大海時進行回收再利用[6]。

### 音樂
本作的音樂同由伊福部昭負責。伊福部因身體不適曾辭退一段時間，但由於無法迴避的原因，他重新加入並委派了兩名助手來共同製作。在這部作品中，他為每個怪獸和角色設定了七個主題。針對哥吉拉的主題，除了傳統的「哥吉拉主題曲」之外，還使用了第一部作品《哥吉拉》中原本作為哥吉拉主題創作的「哥吉拉的兇猛」。 對於拉頓的主題，基於舊作的音樂也加入了新的主題。機械哥吉拉則與舊作不同，由於有人類操控，因此沒有採用機械音樂，而是採用富有人情味的旋律。 此外，在舊作中，機械哥吉拉的主題曲是非調性的，但在本作中變成明確的調性音樂。
伊福部表示，閱讀劇本時對古代植物音樂的描寫感到困惑，更讓他吃驚的是則是兒童被指定要唱這首歌。這個《異能者合唱團》 以白令海的一座島嶼為背景，給人北方部落的形象，歌詞使用阿伊努語。 在拍攝中使用了預先製作的導引，然後再錄製的合唱團的歌曲進行替換。哥吉拉寶寶的主題在孵化之前採用了神秘的音樂，而在露出身形後，旋律逐漸變得柔和。而G-Force的主題曲「G-Force March」其實是修改了在前作中未使用的曲目，結尾音樂則根據劇中的台詞，形成了對生命的讚歌的意象。
運送給寶寶的貨櫃乘著直升機飛翔的場景以及在碼頭對機械哥吉拉進行改裝的場景等，都製作了專門的音樂，但由於導演意圖原因，最終並未被使用。

## 發行

### 家庭媒體
本電影於2015年由三星影業於北美發布DVD版本， 視訊傳輸是TriStar版本的1.78:1寬螢幕版本，第二次發布是由索尼發行的藍光版本，作為東寶哥吉拉系列（The Toho Godzilla Collection）的一部分，於2014年5月6日與《哥吉拉vs太空哥吉拉》發行，為一套兩碟的雙碟套裝。

## 迴響

### 票房
《哥吉拉vs機械哥吉拉》於1993年12月11日在日本上映。並在日本售出了380萬張電影票，獲得18.7億日圓（約1,800萬美元）的發行收入。截至1994年，該電影總票房收入達到了3,600萬美元（相當於2022年的7,300萬美元）。
除了票房收入外，該電影在1994年透過圖書和商品銷售額外產生了1.58億美元（相當於2022年的3.2億美元），使其在票房、圖書銷售和商品銷售方面的總收入達到了1.94億美元（相當於2022年的3.93億美元），成為當年最賺錢的非動畫日本電影。

### 批判性回應
《哥吉拉vs機械哥吉拉》受到了大多數正面的評價。在爛番茄上，根據6篇評論的評價為83%，評分平均為7.2/10
。Monster Zero表示雖然存在「一些重大缺陷，但總體上認為在平成時代的所有電影中，《哥吉拉vs機械哥吉拉》代表了東寶在技術和藝術上最成功的展現，並補充說「這部電影中的動作場面無懈可擊...激動人心、合乎邏輯且非常戲劇性」。
American Kaiju指出這部電影在故事和特效方面都有些瑕疵，但總結為「哥吉拉系列中的一部不錯、實在的作品」，並說「哥吉拉與機械哥吉拉之間的戰鬥令人娛樂」，而「伊福部昭的音樂得分高潮迭起」。Japan Hero則表示「故事很有趣，配樂非常華麗，服裝設計也很出色」，並總結說：「雖然這不是我在平成系列中最喜歡的電影之一，但絕對是最好的之一。」

## 獎項
| 年份   | 獎項                 | 類別       | 入圍               | 結果 |
| ------ | -------------------- | ---------- | ------------------ | ---- |
| 1994年 | 第17屆日本電影學院獎 | 優秀錄音賞 | 宮內一男           | 授予 |
| 1994年 | 第17屆日本電影學院獎 | 協會特別賞 | 哥吉拉vs機械哥吉拉 | 授予 |
| 1994年 | 第12屆金總獎         | 優秀銀賞   | 哥吉拉vs機械哥吉拉 | 獲獎 |
| 1994年 | 第12屆金總獎         | 金星獎     | 哥吉拉vs機械哥吉拉 | 獲獎 |

### 書籍
- . コミックボンボンスペシャル89. 監修 川北紘一. 講談社. 1993-11-10. ISBN 978-4-06-103289-7.
- . てれびくんデラックス 愛蔵版. 構成 間宮尚彦. 小学館. 1993-12-01. ISBN 4-09-101439-9.
- Gakken MOOK（Gakken）
  - . Gakken MOOK. 監修 田中友幸、責任編集 川北紘一. Gakken. 1991-12-01.
  - . Gakken MOOK. 監修 田中友幸、責任編集 川北紘一. Gakken. 1992-12-10.
  - . Gakken MOOK. 監修 田中友幸、責任編集 川北紘一. Gakken. 1993-12-10.
- てれびくん（日语：てれびくん）デラックス愛蔵版（小学館）
  - . てれびくんデラックス 愛蔵版. 構成・執筆 間宮“TAKI”尚彦. 小学館. 2000-01-01. ISBN 4-09-101470-4.
- 東宝SF特撮映画シリーズ（東宝出版事業室）
  - . 東宝SF特撮映画シリーズVOL.8. 東宝 出版・商品事業室. 1993-12-11. ISBN 4-924609-45-5.
  - . 東宝SF特撮映画シリーズVOL.9. 東宝 出版・商品事業室. 1994-12-10. ISBN 4-924609-52-8.
  - . 東宝SF特撮映画シリーズVOL.10. 東宝. 1996-01-26. ISBN 4-924609-60-9.
  - . 東宝SF特撮映画シリーズ SPECIAL EDITION. 東宝. 2005-01-25. ISBN 4-924609-89-7.
- . 構成・執筆:岩畠寿明（エープロダクション）、赤井政尚. 講談社. 1994-09-01. ISBN 4-06-178417-X.
- スタジオ・ハード. . MediaWorks. 1995. ISBN 9784073026983.
- 『幻想映画美術体系 大ゴジラ図鑑』（ホビージャパン）
  - . [監修] 西村祐次、[構成] ヤマダマサミ. ホビージャパン. 1995-01-27. ISBN 4-89425-059-4.
  - . [監修] 西村祐次、[構成] ヤマダマサミ. ホビージャパン. 1995-12-15. ISBN 4-89425-117-5.
- . GAKKEN GRAPHIC BOOKS. 学研. 1996. ISBN 4054006574.
- . 朝日ソノラマ（日语：朝日ソノラマ）. 1996-01-10.
- . 集英社文庫. 企画・構成 冠木新市. 集英社. 1998-07-15 [1993-11]. ISBN 4-08-748815-2.
- 坂井由人; 秋田英夫. . ムックセレクト635. KKロングセラーズ. 1998-07-25. ISBN 4-8454-0592-X.
- キネ旬ムック（電影旬報）
  - . キネマ旬報社. 1998. ISBN 4-87376-503-X.
  - . キネ旬ムック. キネマ旬報社. 2000-12-16. ISBN 4-87376-558-7.
- 西川伸司（日语：西川伸司）. . KCデラックス. 講談社. 1999. ISBN 4-06-334265-4.
- . SEIBIDO MOOK. 特別監修 川北紘一. 成美堂出版（日语：成美堂出版）. 1999-02-20. ISBN 4-415-09405-8.
- 第3版. 竹書房. 1999-12-24 [1993-12-21]. ISBN 4-8124-0581-5.
- . 双葉社の大全シリーズ. 編著 白石雅彦（日语：白石雅彦）、スーパーバイザー 富山省吾. 双葉社. 2003-01-20. ISBN 4-575-29505-1.
- . 監修 川北紘一. 新紀元社（日语：新紀元社）. 2003-04-10. ISBN 978-4-7753-0142-5.
- . 川北紘一 特別監修. キネマ旬報社. 2009-11-30. ISBN 978-4-87376-319-4.
- 洋泉社MOOK 別冊映画秘宝（日语：映画秘宝）（洋泉社）
  - . 洋泉社MOOK. 洋泉社. 2011-08-11. ISBN 978-4-86248-761-2.
  - . 洋泉社MOOK. 洋泉社. 2018-06-14. ISBN 978-4-8003-1461-1.
- . DENGEKI HOBBY BOOKS. 監修：川北紘一. ASCII Media Works. 2012-02-10. ISBN 978-4-04-886119-9.
- . 執筆：元山掌 松野本和弘 浅井和康 鈴木宣孝 加藤まさし. ヴィレッジブックス（日语：ヴィレッジブックス）. 2012-09-28. ISBN 978-4-86491-013-2.
- キャラクター大全（講談社）
  - 講談社 (编). . 講談社. 2014-07-15. ISBN 978-4-06-219004-6.
  - . 講談社. 2020-01-07. ISBN 978-4-06-512925-8.
- 池田憲章（日语：池田憲章）. . 徳間書店. 2014-07-31. ISBN 978-4-19-863838-2.
- . 野村宏平 編著. =笠倉出版社（日语：笠倉出版社）. 2014-08-07 [2004-12-05]. ISBN 978-4-7730-8725-3.
- . 東宝 協力. 小学館. 2014-07-28. ISBN 978-4-09-682090-2.
- . MAGAZINE HOUSE MOOK. マガジンハウス. 2014-09-05. ISBN 978-4-8387-8944-3.
- 西川伸司（日语：西川伸司）. . 洋泉社. 2016-06-24. ISBN 978-4-8003-0959-4.
- . [協力] 東宝. 双葉社. 2016-07-24 [22014-07-06]. ISBN 978-4-575-31156-3.
- . 角川多玩国. 2016-08-06. ISBN 978-4-04-895632-1.
- . TJ MOOK. 宝島社. 2016-08-15 [2014-07-26]. ISBN 978-4-8002-5699-7.
- 別冊映画秘宝編集部 (编). . 映画秘宝COLLECTION. 洋泉社. 2016-09-21. ISBN 978-4-8003-1050-7.
- . 監修 東宝株式会社/協力 東宝 ゴジラ戦略会議. 宝島社. 2018-11-03. ISBN 978-4-8002-8860-8.
- . ホビージャパン. 2022-03-31. ISBN 978-4-7986-2779-3.
- 講談社 (编). . 講談社シリーズMOOK. 講談社. 2022-12-21. ISBN 978-4-06-530223-1.

## 外部連結
- 互联网电影数据库（IMDb）上《哥吉拉vs機械哥吉拉》的资料（英文）
- 爛番茄上《哥吉拉vs機械哥吉拉》的資料（英文）
- AllMovie上《哥吉拉vs機械哥吉拉》的资料（英文）
- 開眼電影網上《哥吉拉vs機械哥吉拉》的資料（繁體中文）
- 时光网上《哥吉拉vs機械哥吉拉》的資料（简体中文）
- 豆瓣电影上《哥吉拉vs機械哥吉拉》的資料 （简体中文）